# Пианепсион
Пианопсион (Пианепсион, др.-греч. Πυανεψιών) — четвёртый месяц аттического года.

## Праздники

### Во всей древней Греции
- 1-й и последний дни каждого месяца посвящались Гекате. 1-й день каждого месяца посвящался также Аполлону[1] и Гермесу[2].

### В античныхАфинах
- 3-й, 13-й и 23-й дни каждого месяца — посвящались Афине.
- Три последних дня каждого месяца считались несчастливыми, они посвящались подземным богам[2].
- 5 пианопсиона проводились Прерозии;
- 7 пианопсиона проводились Пианопсии и Осхофории, а также праздник виноградных листьев[3];
- 8 пианопсиона проводились Тезеи и Эпитафии;
- с 9 по 13 пианопсиона (5 дней[4]), когда наступало время сева), в честь Деметры проводились Фесмофории (Тесмофории), в которых участвовали главным образом женщины[5].
- Кроме того, некоторые источники отмечают, что с 10 по 14 пианопсиона праздновался женский праздник[3].
- С 20 пианопсиона, в течение трёх дней, (в Афинах и других ионийских городах[6], за исключением Эфеса и Колофона[7]) проводились Апатурии.
- На 28 пианопсиона в каждом четвёртом году приходились, сопровождавшиеся факельным шествием, Гефестии — празднества в честь Гефеста (бога огня и кузнечного ремесла)[3].

Следующие два дня были праздниками кузнецов.
- 30 пианопсиона проводились Халкеи.

В неуточнённый день месяца в пианопсиона проводились:
- Прометеи;
- Гефестии.